# Cmentarz wojenny w Wiskitkach
Cmentarz wojenny w Wiskitkach, zwany także Cmentarzem żołnierzy rosyjskich, przy ul. Spółdzielców – został założony w latach 1914-1915. Cmentarz na planie prostokąta, o wymiarach 22 x 61 m, od strony drogi otoczony ogrodzeniem betonowym z bramą, obok której znajduje się tablica informacyjna. Naprzeciwko, po drugiej stronie drogi, znajduje się cmentarz żydowski.
Cmentarz został założony podczas I wojny światowej dla żołnierzy armii Imperium Rosyjskiego, prawdopodobnie poległych w wyniku jednego z ataków gazowych nad Rawką (Bolimowem) (w armii tej walczyli żołnierze różnych narodowości, w tym także Polacy). Podczas II wojny światowej pochowano tutaj także żołnierzy Wehrmachtu.
Według niepotwierdzonych informacji spoczywa tu ok. 6 tysięcy żołnierzy armii carskiej oraz 150 żołnierzy Wehrmachtu. Kopce ziemne na mogiłach i ich szeregowy układ są wyraźne widoczne. Są cztery rzędy mogił prostopadłych do drogi. Każdy z rzędów składa się z kilku różnej długości zbiorowych nagrobków. Przy grobach wznosi się metalowy krzyż. Niegdyś była przy nim tabliczka z datą 1945 i napisem Deutsche Soldaten.